# Древецький Володимир Володимирович
Древецький Володимир Володимирович — доктор технічних наук, професор, віце-президент Інженерної академії України, завідувач кафедри автоматизації, електротехнічних та комп'ютерно-інтегрованих технологій

## Освіта і професійний шлях
1971 р. — закінчив Київський технологічний інститут легкої промисловості;
з 1972 по 1975 рік навчався в аспірантурі кафедри автоматизації хіміко-технологічних процесів Львівського політехнічного інституту;
1976 р. — кандидат технічних наук за спеціальністю «Прилади та методи вимірювання механічних величин»;
з 1975 по 2005 рік працював на кафедрі електротехніки та автоматики НУВГП;
1980 рік — доцент кафедри електротехніки та автоматики;
з 2005 по 2008 рік навчався в докторантурі на кафедрі інформаційних технологій Національного авіаційного університету;
2009 р. — доктор технічних наук за спеціальністю «Прилади і методи контролю та визначення складу речовин»;
2009–2011 рр. працював на посаді професора кафедри електротехніки та автоматики НУВГП;
з 2011 року — завідувач кафедри приладобудування, електротехніки та інформаційних технологій.
з 2013 року — завідувач кафедри автоматизації, електротехнічних та комп'ютерно-інтегрованих технологій.

## Педагогічна діяльність
викладає дисципліни «Монтаж, налагодження та експлуатація систем автоматизації», «Спеціальні вимірювання і прилади» та «Основи наукових досліджень» для студентів спеціальності «Автоматизоване управління технологічними процесами»;
керує дипломним проектуванням спеціалістів, науковими роботами магістрів спеціальності АУТП та аспірантів за спеціальністю «Прилади і методи контролю та визначення складу речовин».
Наукова діяльність
Головний науковий напрямок — розробка методів і приладів для неперервного автоматичного контролю фізико-механічних параметрів ньютонівських та неньютонівських рідин, а також показників якості нафтопродуктів.
Автор понад 200 наукових праць, в тому числі 1 монографії, 2 навчальних посібників і 51 авторських свідоцтв та патентів, значна частина яких впроваджена у виробництво.
Головні наукові праці присвячені розробці гідродинамічного методу контролю в'язкості, густини і реологічних характеристик рідин та створенню промислових автоматичних аналізаторів вказаних параметрів. Підготував 2 кандидатів технічних наук та 7 магістрів.
Організаційна діяльність
2003 р. — академік Інженерної академії України, голова Рівненського обласного відділення;
2005 р. — віце-президент Інженерної академії України;
2008–2013 рр. — член оргкомітету Міжнародної науково-практичної конференції «Інтегровані інтелектуальні робототехнічні комплекси»;
2009–2010 роки — позаштатний радник Міністра охорони навколишнього природного середовища України;
2010–2013 роки — член робочої групи ОБСЄ, ЮНЕП і ЄЕК ООН по проекту «Зниження вразливості до екстремальних повеней і змін клімату в басейні річки Дністер»;
2010 р. — член керівного комітету «Національного політичного діалогу з інтегрованого управління водними ресурсами в Україні» під егідою ЄЕК ООН і ОБСЄ.

## Відзнаки
2007 р. — срібна медаль ім. А. М. Підгорного за значний внесок у розвиток Інженерної академії України;
2008 р. — медаль «За сприяння Збройним Силам України»;
2008 р. — Почесна грамота Національного авіаційного університету;
2009 р. — «Людина року — 2009» НУВГП, занесений на Дошку Пошани;
2010 р. — Почесна грамота Рівненської обласної державної адміністрації;
2010 р. — Подяка ректора НУВГП.

## Джерело
- Національний університет водного господарства

| Володимир Вернадський | Це незавершена стаття про українського науковця. Ви можете допомогти проєкту, виправивши або дописавши її. |

| українська персоналія | Це незавершена стаття про особу, що має стосунок до України. Ви можете допомогти проєкту, виправивши або дописавши її. |